# Saint-Maurice-en-Quercy
Saint-Maurice-en-Quercy là một xã thuộc tỉnh Lot tây nam Pháp. Xã có diện tích 13 kilômét vuông, dân số theo điều tra năm 1999 là 239 người. Khu vực này có độ cao trung bình 500 mét trên mực nước biển.